# Peder Madsen (politiker)
Niels Peder Madsen, född 13 januari 1851 i Eskilstrup i Vigs socken på Själland, död 21 februari 1941, var en dansk kreditföreningsdirektör och politiker.
Madsen, som var son till hemmansägare Mads Larsen och Ane Nielsdatter, vistades på Hindholms i (i Fuglebjerg) och Askovs folkhögskolor samt på Tune lantbruksskola, lärde sig mejeri- och lantväsen på Kalundborg Ladegård och Refsnæsgård och övertog sin födelsegård 1876. Han medverkade i grundandet av Holbæk amts andelsslakteri 1888 och var medlem av dess styrelse till 1910, lantbrukskommissarie 1882–1912, medlem av sockenrådet 1885–1889, av amtsrådet 1886–1904, i representantskapet för Kreditkassen for Landejendomme i Østifterne 1888, senare vice ordförande och ordförande och från 1908 direktör i samma institution (ordförande 1922–1929) och ordförande i direktionen för Holbæk–Nykøbingbanen 1906–1913. Han var ledamot av Folketinget för Odsherredkretsen 1895–1909 för Venstrereformpartiet och medlem av finansutskottet 1904–1908. Han var medlem av tuberkuloskommissionen 1901 och av centralstyrelsen för Nationalforeningen til Tuberkulosens Bekæmpelse.